# Tadeusz Rostkowski
Tadeusz Rostkowski (ur. 13 sierpnia 1935 w Rostkach Wielkich, zm. 19 stycznia 2005) – polski ślusarz i polityk, poseł na Sejm PRL VIII i IX kadencji.

## Życiorys
Posiadał wykształcenie średnie zawodowe (w 1969 ukończył studia na Wydziale Ekonomicznym Wieczorowego Uniwersytetu Marksizmu Leninizmu). Od 1954 był pracownikiem Zakładów Remontu Maszyn Budowlanych, a od 1959 Wytwórni Sprzętu Komunikacyjnego w Warszawie (jako ślusarz narzędziowy). Od 1960 do 1963 był ślusarzem narzędziowym w Zakładach Mechanicznych im. M. Nowotki w Warszawie. W latach 1963–1969 był ślusarzem remontowym i mistrzem w Warszawskich Zakładach Radiowych w Ostrowi Mazowieckiej. Od 1969 był mistrzem Wydziału Mechanicznego, a potem mistrzem Oddziału Remontowego i komendantem Zakładowego Oddziału Obrony Cywilnej w Zakładach Zespołów Koparek i Hydrauliki „Bumar-Waryński” w Ostrowi Mazowieckiej.
Od 1960 należał do Polskiej Zjednoczonej Partii Robotniczej. Był w niej członkiem Komitetu Powiatowego (1963–1969), członkiem Rady Robotniczej, członkiem Komisji Ekonomicznej przy KP PZPR, I sekretarzem Komitetu Zakładowego PZPR oraz członkiem Komitetu Wojewódzkiego PZPR. Członek Miejsko-Gminnej i Wojewódzkiej Rady PRON. W 1980 uzyskał mandat posła na Sejm PRL VIII kadencji w okręgu Ostrołęka z ramienia PZPR. Zasiadał w Komisji Budownictwa i Przemysłu Materiałów Budowlanych oraz w Komisji Spraw Wewnętrznych i Wymiaru Sprawiedliwości. W 1985 uzyskał reelekcję. Został wybrany z listy tej samej partii i w tym samym okręgu. Zasiadał w Komisji Administracji, Spraw Wewnętrznych i Wymiaru Sprawiedliwości oraz w Komisji Obrony Narodowej.
Otrzymał Krzyż Kawalerski Orderu Odrodzenia Polski (1983), Srebrny Krzyż Zasługi (1977) oraz wiele odznak honorowych i medali pamiątkowych.
Pochowany na cmentarzu parafialnym w Ostrowi Mazowieckiej.